# Berliner Künstlerprogramm des DAAD
Das Berliner Künstlerprogramm des DAAD ist ein Artist-in-Residence-Programm des Deutschen Akademischen Austauschdienstes (DAAD) in Berlin. Der DAAD führt das 1963 von der Ford Foundation initiierte Programm seit 1965 in eigener Regie und mit Mitteln des Auswärtigen Amtes und des Berliner Senats fort; er vergibt jährlich etwa 20 Stipendien für einen einjährigen Arbeitsaufenthalt in Berlin an Künstler aus aller Welt aus u. a. den Sparten Bildende Kunst, Literatur und Musik.
1978 wurde im Rahmen des Berliner Künstlerprogramms die DAAD-Galerie (eigene Schreibweise daadgalerie) als Galerie für Zeitgenössische Kunst gegründet, um den DAAD-Stipendiaten eine Plattform für ihre künstlerischen Aktivitäten zu geben. In der DAAD-Galerie finden entsprechend dem Spektrum der Gastkünstler neben Kunstausstellungen auch Lesungen, Konzerte, Filmvorführungen und Performances statt.

## Geschichte
1963 – anderthalb Jahre nach dem Bau der Berliner Mauer – legte die Ford Foundation ein Dreijahresprogramm auf, um die Ressourcen West-Berlins auf dem Gebiet der Kunst, Bildung und Kultur zu stärken. Die Foundation stattete das Programm für den Beginn mit drei Millionen Dollar aus und ernannte den ehemaligen Harvard-Präsidenten und US-Botschafter in Deutschland, James B. Conant, zum Leiter. Aus dem Programm gingen 300.000 Dollar an den Fachbereich Amerikanistik und 350.000 Dollar an das Seminar für vergleichende Musikwissenschaft, beides an der FU Berlin. 590.000 Dollar wurden aufgewendet, um es „Künstlern, Schriftstellern, Hochschullehrern, Wissenschaftlern und Komponisten“ zu ermöglichen, für „ausgedehnte Zeiträume in Berlin zu leben und zu arbeiten“. Darin eingeschlossen war die Unterstützung des neugegründeten Literarischen Colloquiums Berlin, das sich mit der Verbreitung von Literatur über Radio, Fernsehen und Film befassen sollte. Das 1963 begonnene artist in residence program der Ford Foundation war der Ursprung des Berliner Künstlerprogramms des DAAD. Bereits im April 1963 wurde dem DAAD die Organisation des Künstleraustauschs übertragen, die damit Peter Nestler beauftragte, der zugleich Leiter des Berliner Büros des DAAD wurde (bis 1972). 1965 beschloss der Berliner Senat, ab 1966 die Finanzierung des Künstleraustauschs zu übernehmen.
Die ersten Stipendiaten des Programms waren die österreichische Schriftstellerin Ingeborg Bachmann und der polnische Exilautor Witold Gombrowicz. Bachmann traf Anfang Mai 1963 in Berlin ein und wohnte vorerst im Gästestudio der Akademie der Künste am Hanseatenweg 10 im Hansaviertel. Auch Gombrowicz bezog dort ein Gästestudio, so dass sich Unternehmungen und Gespräche ergaben. In den ersten Monaten in Berlin verbrachten sie ihre Zeit fast ausschließlich als „seltsames Gespann“. Beide bezogen sich später in ihren Schriften auf ihre gemeinsame Zeit in Berlin, Bachmann in einem fragmentarischen Essay (Witold Gombrowicz, 1964) und Gombrowicz in seinen Berliner Notizen (1965). Im August 1963 zog Bachmann in die Villa Hecht in der Koenigsallee im Grunewald um. Ingeborg Bachmann, die das Stipendium in Berlin „dankbar und undankbar“ annahm – dankbar für den einjährigen „Geldsegen“, undankbar ein Jahr an „einen Ort gefesselt“ zu sein, der „nach Krankheit und Tod riecht“ – blieb noch über das Ende ihres Stipendiums hinaus bis Ende 1965 in der Stadt, und verfasste in Berlin große Teile ihres Romans Malina.
1965 übernahm der DAAD von der Ford Foundation die gesamte Organisation des artist in residence program und benannte es in Berliner Künstlerprogramm des DAAD um. Finanziert wurde das Programm nun anteilig vom Auswärtigen Dienst und vom Berliner Senat. Der langjährige DAAD-Präsident Hansgerd Schulte bezeichnete das Künstlerprogramm als „Orchidee im Knopfloch“, also als etwas Besonderes selbst unter den vielfältigen Förderprogrammen des DAAD.

## Leitung
- 1963–1972 Peter Nestler
- 1972–1978 Karl Ruhrberg
- 1978–1986 Wieland Schmied
- 1986–1994 Joachim Sartorius
- 1994–1999  Heinz-L. Nastansky
- 1999–2003 Ulrich Podewils
- 2003–2007 Nele Hertling
- 2007–2008  Annette Julius
- 2008–2017  Katharina Narbutovič
- 2018–heute Silvia Fehrmann

## Stipendien
Das Programm besteht im Kern aus einem Stipendium für den einjährigen Aufenthalt eines Künstlers in Berlin mit Unterkunft. Jährlich verleiht der DAAD auf Empfehlung einer Jury rund 20 Stipendien in den fünf Sparten Bildende Kunst, Film, Literatur, Musik und Tanz + Performance. Für Stipendiaten aus der Bildenden Kunst gehört zum Künstlerprogramm die Organisation einer Ausstellung in der DAAD-Galerie und die Erstellung eines Katalogs. Literatur-Stipendiaten treten in Lesungen auf. Seit 1964 waren rund 1000 Künstler im Rahmen des Berliner Künstlerprogramms des DAAD in Berlin zu Gast.
In der Sparte Bildende Kunst erhielten von 1963 bis 2009 gut 370 Künstler ein DAAD-Stipendium im Berliner Künstlerprogramm. Dazu gehörten Jorge Castillo (Stipendiat 1969), Daniel Spoerri (1973), Joel Fisher (1973), Richard Hamilton (1974), Duane Hanson (1974), Christian Boltanski (1975), Lawrence Weiner (1975), On Kawara (1976), Maria Lassnig (1978), Jannis Kounellis (1980), Nam June Paik (1983), Erwin Wurm (1987), Ilja Kabakow (1989), Nan Goldin (1991), Marina Abramović (1992), Rachel Whiteread (1992), Damien Hirst (1993), Andrea Zittel (1995), Pipilotti Rist (1996), Allan Sekula (1997), Rineke Dijkstra (1998), Steve McQueen (1999), Mark Wallinger (2001) und Willem de Rooij (2006). Die Stipendien für Bildende Kunst sind mittlerweile so begehrt, dass Initiativbewerbungen in dieser Sparte nicht angenommen werden, und stattdessen eine Kommission selbst Kandidaten sucht und vorschlägt. In allen anderen Sparten können sich Bewerber selbst vorschlagen.
Zwischen 1963 und 2009 wurden gut 310 DAAD-Stipendien der Sparte Literatur an Autoren vergeben. Dazu gehörten Ingeborg Bachmann (Stipendiatin 1963), W. H. Auden (1964), Peter Handke (1968), Ernst Jandl (1970), George Tabori (1971), Lars Gustafsson (1972), Friederike Mayröcker (1973), Stanisław Lem (1977), György Konrád (1977), Margaret Atwood (1984), Gao Xingjian (1985), Carlos Fuentes (1988), Susan Sontag (1989), Cees Nooteboom (1989), António Lobo Antunes (1989), Harold Brodkey (1992), Wladimir Sorokin (1992), Imre Kertész (1993), Ryszard Kapuściński (1994), Richard Ford (1997), Jeffrey Eugenides (1999) und Raj Kamal Jha (2012).
Knapp 270 Komponisten und Musiker erhielten bis 2009 ein DAAD-Stipendium der Sparte Musik, darunter Isang Yun (Stipendiat 1964), Krzysztof Penderecki (1968), György Ligeti (1969), Valentin Silvestrov (1999), Peter Machajdík (1999), Stefano Giannotti (1999), Morton Feldman (1971) und John Cage (1972). Im Bereich Film erhielten 105 Künstler ein Stipendium, darunter Yvonne Rainer (1976), István Szabó (1977), Andrei Tarkowski (1985) und Jim Jarmusch (1987). Die restlichen 13 Stipendien im Zeitraum bis 2009 fielen auf die Sparte Tanz + Performance, in der erstmals 1989 ein Stipendium vergeben wurde. Die Stipendien sollen in allen Sparten an Künstler vergeben werden, die bereits beträchtliche Leistungen vorzuweisen haben, aber noch nicht gänzlich etabliert sind. Besonders aus der Konfrontation mit dem Osten im ersten Jahrzehnt des Programms ergab sich dabei eine Bevorzugung der Avantgarde. Aus dieser Kombination heraus fungierte das Berliner Künstlerprogramm bereits einige Male als Früherkennungssystem für den nächsten Großen Star der Kunstszene, der berühmteste Stipendiat dürfte Damien Hirst sein, der mit seiner Ausstellung von 1993 in der DAAD-Galerie den Durchbruch erlebte.

## DAAD-Galerie
Das Programm war von Beginn an mehr als ein befristetes Stipendium nebst Unterkunft: Das Künstlerprogramm sollte West-Berlin als „verletzliche Insel inmitten des kommunistischen Meeres“ stärken, und daher stand die Vernetzung des Programms mit dem West-Berliner Kulturleben im Vordergrund. Diese Tendenz verstärkte sich durch die teilweise Finanzierung durch den Berliner Senat noch. In Folge luden die Programmkoordinatoren die Stipendiaten zu Kulturveranstaltungen in der Stadt ein, stellten sie einflussreichen Personen des Kulturlebens vor, und setzten sich dafür ein, dass die Stipendiaten im Rundfunk auftraten, ihre Musikstücke aufgeführt wurden, sie Filme produzieren konnten und ihre Werke in Ausstellungen gezeigt wurden.
Um diesen Aktivitäten einen örtlichen Fokus zu geben, gründete der DAAD 1978 im Rahmen seines Berliner Künstlerprogramms die DAAD-Galerie, um den DAAD-Stipendiaten eine eigene Plattform für ihre künstlerischen Aktivitäten zu geben. Die DAAD-Galerie (eigene Schreibweise: daadgalerie) befand sich in der ehemaligen Villa der Schauspielerin Henny Porten in der Kurfürstenstraße Nr. 58. 2005 zog die Galerie in die Zimmerstraße 90/91 nahe dem Checkpoint Charlie. Im Januar 2017 eröffnete die neue daadgalerie in der Kreuzberger Oranienstraße 161.